# Jack Clayton
Jack Clayton, född 1 mars 1921 i Brighton i East Sussex, död 26 februari 1995 i Slough i Berkshire, var en brittisk filmregissör, som specialiserade sig på att föra upp litterära verk på filmduken.

## Biografi
Jack Clayton inledde sin karriär som barnskådespelare 1929 i filmen Dark Red Roses. Han arbetade sedan för Alexander Korda i Denham Film Studios och avancerade från springpojke till producent.
Efter lång tid som regiassistent och tekniker började Jack Clayton själv regissera 1955, men hade också gjort dokumentärfilmen Naples is a Battlefield (1944). Efter kriget blev han samproducent för flera av Kordas filmer och regisserade den Oscars-vinnande kortfilmen Den skräddarsydda rocken (1956).
Claytons första stora framgång kom med den internationellt hyllade filmen Room at the Top (1959), som var ett hårt angrepp på det brittiska klassystemet. Den vann två Oscars och Clayton nominerades till priset för bästa regi. Filmen uppfattades de facto som starten för en serie av realistiska filmer kända som brittiska nya vågen, som presenterade en för den tiden öppen behandling av människors sexuella relationer och tillförde en ny mognad hos brittisk film.
Clayton gjorde under 1970- och 1980-talen flera filmer, dock med växlande framgång hos kritikerna. Hans sista långfilm, The Lonely Passion of Judith Hearne (1987), gav honom kritikernas beröm för första gången på många år.

## Filmografi som regissör (urval)
- 1944 – Naples Is a Battlefield (dokumentär kortfilm, ej krediterad)
- 1956 – Den skräddarsydda rocken (kortfilm)
- 1959 – Plats på toppen
- 1961 – De oskyldiga
- 1964 – Fjärde gången gillt
- 1974 – Den store Gatsby
- 1983 – Oktoberfolket
- 1987 – The Lonely Passion of Judith Hearne